# Métèque
Un métèque, du grec ancien μέτοικος / métoikos, « étranger qui vient s’établir quelque part », est dans la Grèce antique, un statut intermédiaire entre celui de citoyen et d'étranger, réservé à des ressortissants grecs d'autres cités.

## Généralités
Aristote, né en Macédoine, est le plus célèbre des métèques athéniens.
Si le terme est attesté dans plusieurs cités, seules des sources, épigraphiques et littéraires, concernant les métèques athéniens sont disponibles ; de fait on ne sait pas si leur statut diffère dans les autres cités.
Les étrangers jouissant de l'isotélie, les isotèles (ἰσοτελής) sont dispensés du paiement de toutes les taxes pesant sur les métèques, au premier rang de laquelle le metoikion (μετοίκιον, taxe annuelle attestée à partir du IVe siècle av. J.-C., du droit de marché pour pouvoir commercer sur l'agora (ξενικὰ τέλη) et de la skaphēphoria, une liturgie qui leur est réservée et qui vise à rappeler leur statut inférieur : d'après Sur le Gouvernement de Démétrios de Phalère, les filles de métèques doivent porter des hydries et surtout des parasols pour les filles de citoyens lors de la procession des Panathénées,. Inversement, les isotèles sont redevables de l’eisphora (contribution de guerre) et d'epidoseis (dons volontaires) ainsi que des liturgies, tout comme les citoyens. Les isotèles restent placés sous la responsabilité de l'archonte polémarque mais n'ont plus de patron. Un métèque devient isotèle pour service rendu à la cité.
Théophraste, dans son onzième livre des Lois, ajoute que parfois les Athéniens conféraient l'exemption à des cités entières, par exemple aux Olynthiens et aux Thébains. Il dit aussi que les isotèles sont exempts des autres taxes des métèques (taxe des commerçants en détail, et les liturgies). On peut apprendre par le discours Contre Elpagoras d'Isée à quelles charges l'isotèle restait soumis. L'isotélie est également un titre honorifique, mentionné comme tel dans les documents officiels. Dans la Grèce antique, le terme de « métèque » désigne l'étranger domicilié dans une cité autre que celle dont il est originaire. Il ne comporte alors aucune connotation péjorative, au contraire de son usage contemporain en français.
Le mot, attesté à partir du VIe siècle av. J.-C. vient du grec ancien μέτοικος / métoikos, de οἶκος / oîkos, « maison, habitation » et de μετά / metá, dont la signification reste sujette à débat : dans le sens « avec », le mot signifierait « qui habite avec (s.e. les citoyens) ». L'interprétation de meta dans un sens de changement est plus vraisemblable : le métèque est « celui qui a changé de résidence ».
Les Grecs différencient le métèque, étranger résident, de l'étranger de passage. Ce dernier ne bénéficie d'aucun droit. En cas de problème, il doit s'adresser au proxène, citoyen protecteur des citoyens d'une autre cité. Ainsi, Cimon est le proxène de Sparte à Athènes. En outre, un traité bilatéral d'hospitalité (ξενία / xenía) peut être conclu entre deux cités. L'étranger de passage peut devenir métèque au bout d'un mois de résidence. Si le métèque athénien peut rester à Athènes toute sa vie, les métèques des autres cités sont moins bien lotis : les expulsions ne sont pas rares, Sparte pratiquant régulièrement la xénélasie (ξενηλασία), expulsion générale des étrangers.
Les métèques ne peuvent ni participer au gouvernement, ni posséder de terre ou de maison dans la cité accueillante, mais ils ont le devoir de la défendre en cas de guerre - généralement dans les troupes légères ou dans la marine - et doivent payer un impôt spécial ; ils sont presque tous artisans ou commerçants. Théophraste dit que les isotèles sont exempts des autres taxes des métèques (taxe des commerçants en détail, et les liturgies). Selon les cités, le métèque peut être astreint aux liturgies, comme la chorégie. En revanche, il est exempté de la triérarchie, qui implique le commandement d'une trière. Les métèques suffisamment aisés doivent à la cité un service hoplitique, qui est accompli en garnison. Il est très rare que les métèques partent effectivement en campagne. Il est toujours soumis à des contrôles, mais, plus ou moins importants selon le caractère cosmopolite ou non de la cité, et selon les conventions judiciaires bilatérales éventuelles entre cités.
On trouve souvent les métèques dans les métiers du commerce ou de la finance, et ils forment une bonne partie des employés administratifs. Nombreux sont également les métèques riches, au point que la figure du métèque parvenu et arrogant devient un classique des comédies grecques.
L'étranger homme libre et grec est exclu de la sphère politique, mais il appartient à la même communauté culturelle que le citoyen : langue, dieux, sanctuaires.

## Les métèques à Athènes
Nous ignorons la date d'introduction d'un statut spécifique des métèques à Athènes. Il est probable qu'il remonte aux réformes de Clisthène. Pour s'installer comme métèque à Athènes, l'étranger doit trouver un protecteur, le προστάτης / francisé prostatês. Ce dernier a pour tâche initiale de faire inscrire son protégé dans un dème. Attendu que le métèque ne peut posséder ni maison ni terre en Attique, le prostatès est assez souvent son logeur. Quand le métèque est un esclave affranchi, il a pour prostatès son ancien maître. Au moins à partir du IVe siècle av. J.-C., le métèque est assujetti à une taxe spéciale, le metoikion (μετοίκιον), à hauteur de 12 drachmes pour un homme et de 6 pour une veuve. Les anciens esclaves doivent en outre s'acquitter du triobole des affranchis. Tous les étrangers enfin, métèques ou de passage, doivent verser les ξενικά / xeniká, pour pouvoir commercer sur l'agora d'Athènes. Sur le plan judiciaire, le métèque bénéficie de garanties, qui restent inférieures à celles dont jouit le citoyen. Il peut intenter un procès au civil devant le polémarque et au pénal devant le tribunal du Palladion. En revanche, il ne peut prendre part à un tribunal. Il doit faire appel à un garant (le prostatès) s'il est accusé dans un procès civil. Dans un procès criminel, il est incarcéré avant tout verdict. Le meurtre d'un métèque, à l'instar de celui d'un esclave, n'est passible que de l'exil, tandis que celui d'un citoyen est passible de la peine capitale.

## Évolution du sens en français contemporain
En français, le mot métèque a été utilisé dans un contexte xénophobe : il a notamment été employé dans les textes du penseur nationaliste Charles Maurras (à partir de la fin du XIXe siècle). Le terme a pris une connotation péjorative et est passé dans le langage courant, devenant une insulte désignant les immigrés et dans un sens plus large les étrangers résidant en France. En 1969, le chanteur d'origine grecque Georges Moustaki en a fait une chanson, Le Métèque, reprise par Martial Tricoche en 2003 et également par les rappeurs Rocé puis JoeyStarr en 2006, par Akhenaton en 1995 dans son premier album ainsi que par Alpha Blondy en 2013 avec une légère modification des paroles (« métèque, pâtre grec » devient « nègre métèque, rasta grec »). En 2017, le rappeur Gaël Faye compose la chanson Paris métèque dans son album Rythme et botanique.